# مستعمرة تاج ملقا
كانت ملقا مستعمرة تابعة للتاج البريطاني من عام 1946 إلى عام 1957. أصبحت تحت السيادة البريطانية بعد توقيع المعاهدة الأنجلو هولندية عام 1824، وكانت جزءًا من مستعمرات المضيق حتى عام 1946.
خلال الحرب العالمية الثانية، احتلها اليابانيون من عام 1942 إلى عام 1945. بعد حل مستوطنات المضيق بعد الحرب، أصبحت بينانج ومالاكا مستعمرتين للتاج في اتحاد مالايا بينما أصبحت سنغافورة مستعمرة مستقلة للتاج منفصلة عن مالايا. في عام 1955، عقد تونكو عبد الرحمن اجتماعاً مع البريطانيين لمناقشة إنهاء الحكم البريطاني في ملقا بالاندماج مع اتحاد الملايو (الذي تم استبداله لاحقًا باتحاد مالايا ). في 31 أغسطس 1957 ، عندما حصلت مالايا على استقلالها عن المملكة المتحدة، تم دمج ملقا كجزء من الاتحاد ، الذي عُرف فيما بعد باسم ماليزيا عندما اندمج مع أقاليم أخرى في بورنيو البريطانية.